# Eryngium fontanum
Eryngium fontanum là một loài thực vật có hoa trong họ Hoa tán. Loài này được A.E.Holland & E.J.Thomps. mô tả khoa học đầu tiên năm 1994.